# Kama (popolo)
I Kama (o anche Dâw) sono un gruppo etnico del Brasile che ha una popolazione stimata in circa 106 individui. Parlano la lingua Kama (codice ISO 639: KWA) e sono principalmente di fede animista.
Vivono nello stato brasiliano dell'Amazonas, nella regione di São Gabriel de Cochoeira, nella zona di confluenza tra i fiumi Vaupés e Rio Negro. Condividono quest'area con altre popolazioni indigene che parlano lingue
Nadahup come i Nadëb, i Nukak e gli Hup, ma anche con quelle parlanti lingue Arawakan come i Barasana e i Tucano.
Chiamano loro stessi con l'appellativo "Dâw", che nella loro lingua significa popolo o gente. La dizione Kama, utilizzata a volte in letteratura e nella zona del Rio Negro, è da loro considerata peggiorativa. Oltre alla lingua Dâw, oggi i pochi nativi rimasti parlano tutti anche la lingua nheengatu e il portoghese.